# فيسلاف رودكوفسكي
فيسلاف رودكوفسكي (بالبولندية: Wiesław Ksawery Rudkowski)‏ (17 نوفمبر 1946 – 14 فبراير 2016) هو ملاكم بولندي راحل، مثّل بلاده في الألعاب الأولمبية الصيفية في دورتي 1968 و1972.

## روابط خارجية
فيسلاف رودكوفسكي على موقع أوليمبيديا (الإنجليزية)
- فيسلاف رودكوفسكي على موقع اللجنة الأولمبية البولندية (مؤرشف) (البولندية)